# Engel (motorfiets)
Engel is een Duits historisch merk van motorfietsen.
De bedrijfsnaam was: Gustav Engel Söhne, Motorfahrzeugbau, Merseburg.
Gustav Engel begon zijn motorfietsproductie op het minst gunstige moment, in 1925. In dat jaar moesten juist ruim 150 kleine Duitse merken de poorten sluiten door de enorme concurrentie. Zij richtten zich voornamelijk op de markt voor zeer lichte en goedkope motorfietsjes, maar Engel bouwde zijn modellen met tamelijk dure 350cc-viertaktmotoren van Kühne. Hij moest de productie dan ook nog in hetzelfde jaar weer beëindigen.